# Стара Яня
Стара Яня (пол. Stara Jania, нім. Altjahn) — село в Польщі, у гміні Сментово-Ґранічне Староґардського повіту Поморського воєводства.
Населення — 383 особи (2011).

## Демографія
Демографічна структура станом на 31 березня 2011 року:
|          | Загалом | Допрацездатний вік | Працездатний вік | Постпрацездатний вік |
| -------- | ------- | ------------------ | ---------------- | -------------------- |
| Чоловіки | 200     | 51                 | 134              | 15                   |
| Жінки    | 183     | 45                 | 102              | 36                   |
| Разом    | 383     | 96                 | 236              | 51                   |